# Armas Nieminen
Armas Vilhelm Nieminen, född 7 februari 1913 i Helsingfors, död 4 maj 1995 i Tammerfors, var en finländsk socialpolitisk forskare.
Nieminen blev politices doktor 1956. Han var 1946–1956 forskare vid befolkningsförbundet Väestöliitto och 1956–1976 professor i socialpolitik vid Tammerfors universitet, vars rektor han var 1957–1962. Han bidrog på sistnämnda post aktivt till att flytta lärosätet från Helsingfors till Tammerfors och verkade som dess kansler 1978–1984. 
Nieminen räknas vid sidan av Eino Kuusi och Heikki Waris till den finländska socialpolitikens främsta teoretiker. Bland hans arbeten märks Mitä on sosiaalipolitiikka (1955) och doktorsavhandlingen Taistelu sukupuolimoraalista (1951), som behandlar sexualmoralens utveckling i Finland; till detta ämne återkom han i verket Suomalaisen aviorakkauden ja seksuaalisuuden historia (1993). 